# アンコール・ボレイとプノン・ダ
アンコール・ボレイとプノン・ダは、カンボジア南部にある扶南国の遺跡群。碑文・彫像等が出土しており、建造物が残る。

## 概要

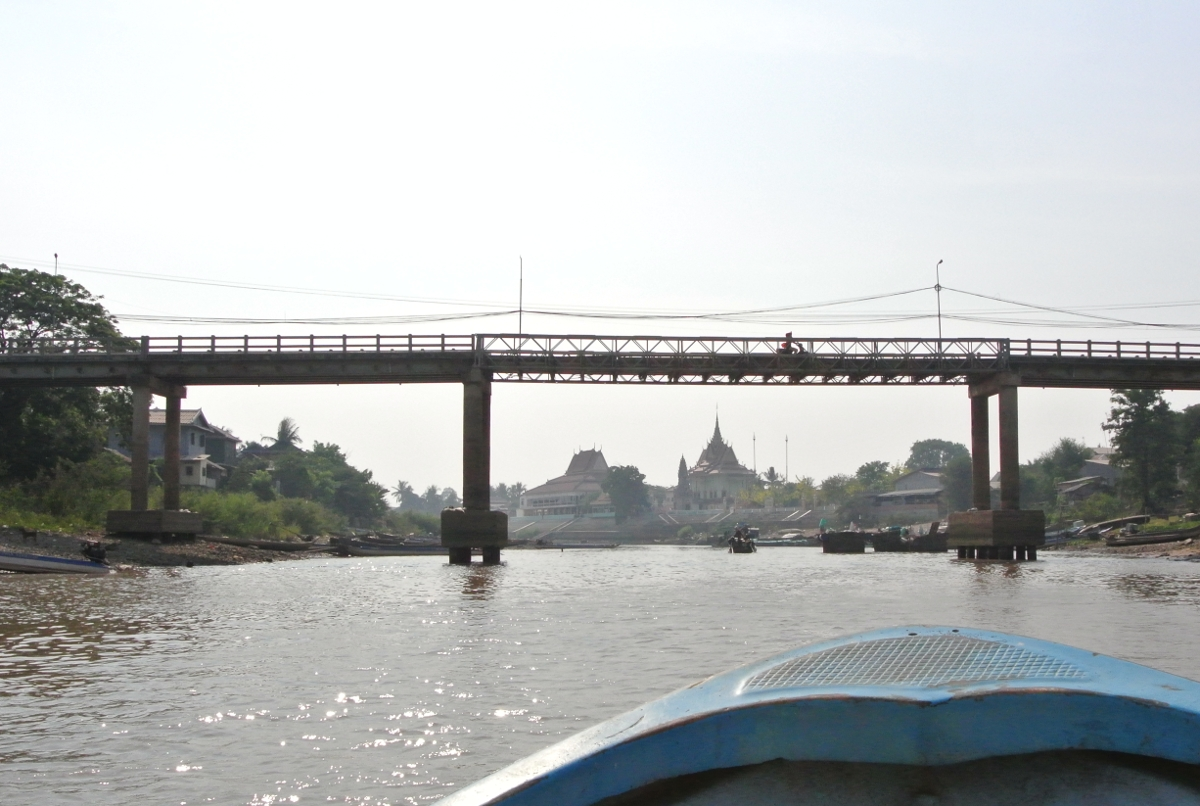
現在のアンコール・ボレイ中心街（第15運河から）

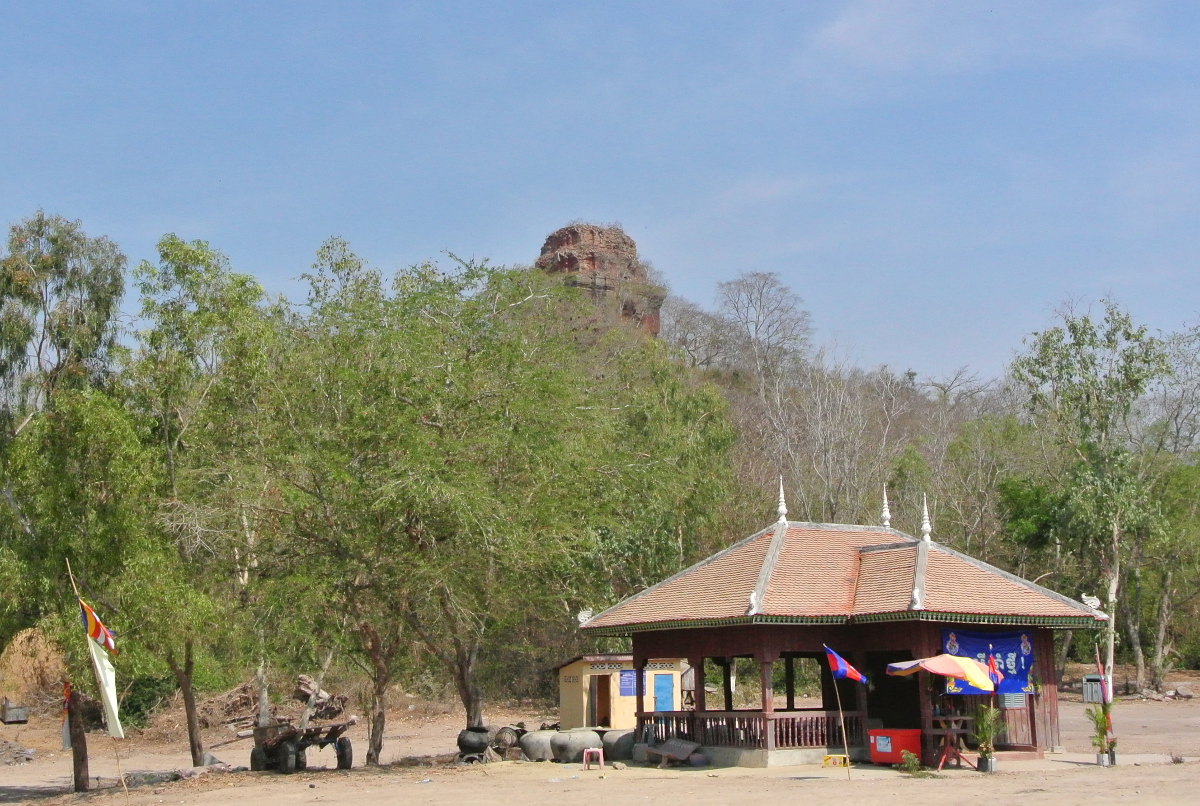
プノン・ダ寺院（山上）

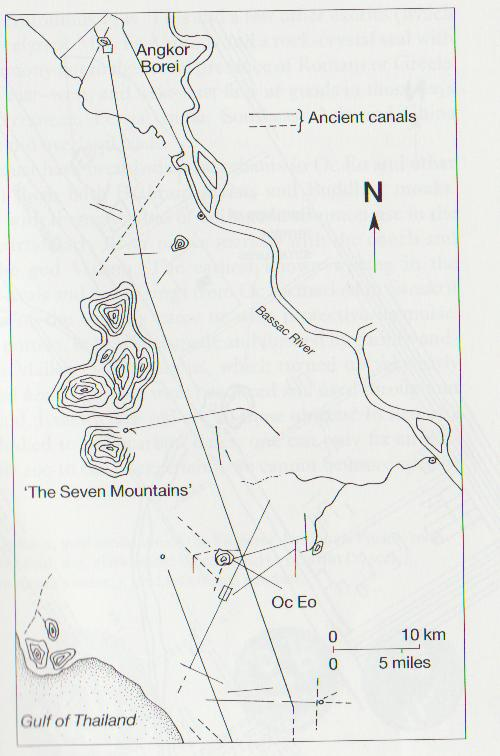
アンコール・ボレイとオケオ（Óc Eo）を結んでいた水路

アンコール・ボレイ (クメール語: អង្គរបុរី) と プノン・ダ (クメール語: ភ្នំដា) はタケオ州アンコール・ボレイ県に位置する。これらの遺跡から発掘された最も古い考古学的資料はおおよそ紀元前400年ごろのものであり、これまで知られている最古のクメール文字による碑文のほか、最古の伝統的なクメールの彫刻が含まれている。碑文は611年のもので、サンスクリット語碑文の追補として「奴隷」「栽培所」「稲田」「ヤシ」「ビンロウジュ」などの単語がみられる。

## アンコール・ボレイ
アンコール・ボレイは、南北2.2 km、東西1.6 km、内部約300ヘクタールの城壁都市であり、6 - 7世紀に人口のピークに達し、その後も都市として機能し続けた。1930年代から40年代の空中写真を用いた調査で、アンコール・ボレイは南南東に約67 km離れた外港のオケオ（現在のベトナム、アンザン省トアイソン県オケオ市鎮）とほぼ直線の水路でつながっていたことがわかっている。
この地は1世紀から6世紀にかけての、インド文化がメコンデルタにもたらされた時代、中国とインドの間の重要な水上交易路の一角をなしていた。またプレ・アンコール期に於ける最も重要な政治的中心地であったことが確実視されており、発掘調査の結果から、扶南の都ヴィヤダプーラ（Vyadhapura, ビャダプラ、ヴィヤーダプラとも。漢文資料では「特牧城」）の最有力候補地とされる。ヴィヤダプーラは歴代ここアンコール・ボレイにあったという説と、もともとはプレイベン州のバ・プノムにあったものが真臘の南進に圧迫されここに移動したとの説があり、アメリカの地理学者のポール・ウォースリー（Paul Wheatley）は、バ・プノムをヴィヤダプーラに、アンコール・ボレイをナラヴァラナガラ（Naravaranagara）に比定している。しかし近年では歴代説が有力である。
現在、観光客むけには小規模な博物館が開設されている

## プノン・ダ
アンコール・ボレイから南東に約3.5 km離れたプノン・バケン山の山頂にラテライトとレンガで作られたプノン・ダ寺院が存在し、周囲から彫像が多数出土している。祠堂は6世紀のもので、現在は11世紀に再建されたものが残っている。同じエリアの別の丘の上には、修復されたヒンズー教の聖地であるアスラム・マハー・ルセイという建造物（700年ごろ、高さ約8 m）があり、かつて僧院だったと考えられている。

## 位置とアクセス
アンコール・ボレイは、州都のKrong Doun Kaev（通称名はタケオ）の船着場からボートをチャーターし、1880年代に掘られた「第15運河」を20 kmほど航行して訪問することができる。そこからさらにプノン・ダへもボートで移動可能。ただし乾季は運河の水位が下がり、運行がところどころ困難なこともある。また乾季であればバイクタクシーを雇ってでの訪問も可能だが公共交通機関は存在しない。

## 世界遺産登録状況
この遺跡は1992年9月1日にユネスコ世界遺産の文化遺産候補に追加された。